# Buckingham (Virginia)
Buckingham è un census-designated place (CDP) degli Stati Uniti d'America, situato nello stato della Virginia, nella contea di Buckingham, della quale è il capoluogo.